# Wołoczek
Wołoczek (biał. Волачка; ros. Волочка) – wieś na Białorusi, w obwodzie mińskim, w rejonie miadzielskim, w sielsowiecie Miadzioł.

## Historia
W czasach zaborów wieś i folwark w granicach Imperium Rosyjskiego.
W dwudziestoleciu międzywojennym wieś i folwark leżały w Polsce, w województwie wileńskim, w powiecie duniłowickim (od 1926 postawskim), w gminie Miadzioł.
Według Powszechnego Spisu Ludności z 1921 roku zamieszkiwało:
- wieś – 27 osób, 20 było wyznania rzymskokatolickiego a 7 prawosławnego. Jednocześnie 22 mieszkańców zadeklarowało polską a 7 białoruską przynależność narodową. Było tu 7 budynków mieszkalnych[3]. W 1931 w 6 domach zamieszkiwało 26 osób[4].
- folwark – 8 osób, wszystkie były wyznania rzymskokatolickiego i zadeklarowały polską przynależność narodową. Był tu 1 budynek mieszkalny[3]. W 1931 w 1 domu zamieszkiwało 12 osób[4].

Wierni należeli do parafii rzymskokatolickiej i prawosławnej w m. Miadzioł. Miejscowość podlegała pod Sąd Grodzki w Miadziole i Okręgowy w Wilnie; właściwy urząd pocztowy mieścił się w Miadziole.
W 1938 roku miejscowość należała do gromady Justynowo gminy Miadzioł.
Po agresji ZSRR na Polskę w 1939 roku wieś znalazła się w granicach BSRR. W latach 1941–1944 była pod okupacją niemiecką. Następnie leżała w BSRR. Od 1991 roku w Republice Białorusi.